# 342000 Neumünster
342000 Neumünster è un asteroide della fascia principale. Scoperto nel 2008, presenta un'orbita caratterizzata da un semiasse maggiore pari a 2,3123897 au e da un'eccentricità di 0,0765257, inclinata di 6,26312° rispetto all'eclittica.